# De Strijd (weekblad)
De Strijd (Frans: La Lutte) is een voormalig Belgisch tweetalig liberaal weekblad dat werd uitgegeven in de regio Ieper.

## Historiek
Het tweetalig (Nederlands en Frans) tijdschrift verscheen een eerste maal op zaterdag 3 november 1894 met als ondertitel vrijzinnig volksgezind weekblad van Ieperen en het arrondissement. In haar eerste editie stelde het weekblad zich tot doel het voorbereiden van den toekomenden strijd en het ontwikkelen en verdedigen van het programma onzer liberale candidaten van 14 oktober laatst en dit in de geest van le Progrès, Weekblad, Toekomst en de andere liberale bladen uit het arrondissement Ieper.
De Strijd werd gedigitaliseerd in het kader van Geheugen van Ieper, een project van de Erfgoedcel Ieper in samenwerking met het Stadsarchief Ieper, de Stedelijke Openbare Bibliotheek Ieper en de Stedelijke Musea Ieper.